# ليندا هنري
ليندا هنري (بالإنجليزية: Linda Henry)‏ هي ممثلة بريطانية، ولدت في 1963 في المملكة المتحدة.

## وصلات خارجية
- ليندا هنري على موقع IMDb (الإنجليزية)
- ليندا هنري على موقع ألو سيني (الفرنسية)
- ليندا هنري على موقع أول موفي (الإنجليزية)
- ليندا هنري على موقع قاعدة بيانات الأفلام السويدية (السويدية)
- ليندا هنري على موقع قاعدة بيانات الفيلم (الإنجليزية)
- ليندا هنري على موقع كينوبويسك (الروسية)